# Maria Zazzi
Maria Zazzi (Coli, Italia; 10 de junio de 1904 - Bolonia, Italia; 5 de enero de 1993) fue una anarquista italiana.

## Vida
Nacida el 10 de junio de 1904 en Coli (Italia). Junto a su hermano Luigi, emigró a Francia a la edad de 19 años. Su hermano era un socialista maximalista y había huido de Italia huyendo de los fascistas. Establecida en París, estuvo en contacto con los círculos italianos en el exilio. Pronto se acercó a posturas anarquistas, se relacionó con el anarquista también italiano Armando Malaguti. Mantuvo estrecha amistad con la familia Berneri y siendo una de las pocas mujeres anarquistas activas entre los exiliados, destacó en su labor de propaganda y solidaridad con los presos del movimiento. 
Las autoridades francesas expulsaron a su compañero Malaguti a principios de 1927, y ella le acompañó a Luxemburgo primero y a Bélgica después. En Bruselas entró en contacto los anarquistas rusos Ida Mett y Nicholas Lazarevitch, así como con los españoles Francisco Ascaso y Buenaventura Durruti. 
Colaboró activamente en la campaña por la liberación de los anarquistas italo-americanos Sacco y Vanzetti, se ganó el sobrenombre de "Tía Marie" por sus visitas a anarquistas presos, a los que visitaba haciéndose pasar por su tía.
En 1932, Maria y su compañero volvieron a París. Allí conocieron al anarquista ucraniano Nestor Makhno y al ruso Volin. Tras el desencadenamiento en España de la guerra civil en 1936, ella se trasladó a Barcelona, mientras su compañero estaba enrolado en las milicias anarquistas dentro de la Columna Ascaso. De vuelta a Francia, fue detenida por la Gestapo tras la invasión alemana e interrogada durante tres días. Cruzó la frontera italiana para reunirse con su compañero (que pasó por diversos campos de concentración italianos), estableciéndose finalmente en Bolonia. Allí participaron en actividades antifascistas en la cladestinidad.
Ya después de la guerra, Maria siguió colaborando con el movimiento anarquista. Armando moriría en 1955 y Maria tendría después una relación con el también anarquista Alfonso "Libero" Fantazzini. El hijo de Fantazzini, Horst, sería conocido años después por ser un conocido atracador de bancos. Fantazzini moriría en 1985, y tras una larga enfermedad, Maria finalmente moriría el 5 de enero de 1993 en Bolonia.